# Lúcio Nônio Calpúrnio Torquato Asprenas
Lúcio Nônio Calpúrnio Torquato Asprenas (em latim: Lucius Nonius Calpurnius Torquatus Asprenas) foi um senador romano eleito cônsul duas vezes, a primeira em 94 com Tito Sêxtio Mágio Laterano e a segunda em 128 com Marco Ânio Libão. Era filho de Lúcio Nônio Calpúrnio Torquato Asprenas, que foi cônsul sufecto em algum momento entre 72 e 74, e Árria. Sua irmã, Calpúrnia Árria (ou Árria Calpúrnia), casou-se com Caio Belício Natal Tebaniano, cônsul sufecto em 87.

## Carreira
Já um áugure e membro do colégio dos sodais augustais, Asprenas foi eleito cônsul em 94. Entre 107 e 108, foi nomeado procônsul da Ásia. Vinte anos depois, em 128, foi nomeado cônsul depois que o cônsul designado, Públio Metilo Nepos morreu antes de assumir o posto.
Uma inscrição recuperada em Atenas atesta que ele teve uma filha chamada Torquata que se casou com Lúcio Pompônio Basso, cônsul em 118.